# Årfenhaj
Årfenhaj även kallad vitfenad oceanhaj (Carcharhinus longimanus) är en hajart som först beskrevs av Felipe Poey 1861. Årfenhaj ingår i släktet Carcharhinus och familjen revhajar. IUCN kategoriserar arten globalt som sårbar. Inga underarter finns listade.
Årfenshajen är en stor, pelagisk haj som lever i tropiska och tempererade hav. Den känns lätt igen på sina långa, rundade, vitspetsiga fenor. Den blir som längst 3,5-3,95 meter och kan väga upp till 170 kg.
Dess vetenskapliga släktnamn Carcharhinus härleds från grekiskans karcharos som betyder skarp eller spetsig, och rhinos som betyder näsa. "Carcharhinus" blir då ungefär spetsnos, som stämmer väl med släktets kroppsform. 
I oktober 2004 hittades ett dött exemplar av denna art vid Skredsvik i Gullmarn i Bohuslän, långt norr om vad som ansetts vara denna tropiska arts nordligaste gräns. Årfenhajen föredrar en vattentemperatur mellan 18 och 28 °C men har påträffats i vattentemperatur ner till 10 °C.
Årfenhajen är en av de fyra hajarterna som regelbundet förknippas med hajangrepp på människan.